# Albània veneciana
Albània veneciana (en vènet: Albania vèneta, en italià: Albania Veneta, en albanès: Arbëria Venedikase, en serbocroat: Mletačka Albanija, Млетачка Албанија) era el terme oficial per a diverses possessions de la República de Venècia al sud-est de l'Adriàtica, que abastaven territoris costaners principalment a l'actual sud de Montenegro i parcialment al nord d'Albània.
Diversos canvis territorials importants es van produir durant el domini venecià en aquestes regions, començant per 1392, i durant fins a 1797. A finals del segle xv, les principals possessions del nord d'Albània s'havien perdut a causa de l'expansió de l'Imperi Otomà. Malgrat això, els venecians no volien renunciar a les seves reivindicacions formals sobre la costa albanesa, i el terme Albània veneciana es va mantenir oficialment en ús, designant les possessions venecianes restants a la costa de Montenegro, centrades al voltant de la badia de Kotor. Durant aquest període, la pirateria albanesa estava florint. Aquelles regions van romandre sota domini venecià fins a la caiguda de la República de Venècia el 1797. Pel Tractat de Campo Formio, la regió va ser transferida a la monarquia dels Habsburg.

## Geografia
Venècia va utilitzar el terme «Albània veneciana» per a les seves possessions inicials que s'estenien des de les fronteres sud de la República de Ragusa fins a Durrës, a la costa d'Albània. Generalment, aquestes possessions no s'estenien més de 20 km terra endins des de la mar Adriàtica. Entre el setge de Shkodër i el 1571, es van perdre els territoris del que avui és Albània.
Després del 1573, el límit sud es va traslladar al poble de Kufin (que significa frontera en albanès) prop de Budva, a causa de les conquestes otomanes d'Antivari (Bar), Dulcigno (Ulcinj), Scutari (Shkodër) i Durrës. A partir d'aleshores, el territori venecià es va centrar a la badia de Kotor i incloïa les ciutats de Kotor, Risan, Perast, Tivat, Herceg Novi, Budva i Sutomore. De 1718 a 1797 la República de Venècia va estendre el seu territori cap al sud, en direcció a la República de Ragusa, tot mantenint els enclavaments de Cattaro (Kotor) i Budua (Budva).

## Història
Els venecians van controlar esporàdicament els petits pobles del sud de Dalmàcia al voltant del segle x, però no van assumir el control permanentment fins al 1420. Els venecians van assimilar ràpidament la llengua dàlmata a la llengua veneciana. Els territoris venecians al voltant de Kotor van durar des del 1420 fins al 1797 i es van anomenar Albània veneciana, una província de la República de Venècia.
En els primers anys del Renaixement, els territoris sota control venecià incloïen zones des de la costa moderna de Montenegro fins al nord d'Albània i fins a Durrës: Venècia va conservar aquesta ciutat després d'un setge del sultà otomà Mehmet II el 1466, però va caure en mans de les forces otomanes el 1501.
En aquella època, l'Albània veneciana era relativament rica, i la zona al voltant de la ciutat de Kotor va gaudir d'un enorme desenvolupament cultural i artístic.

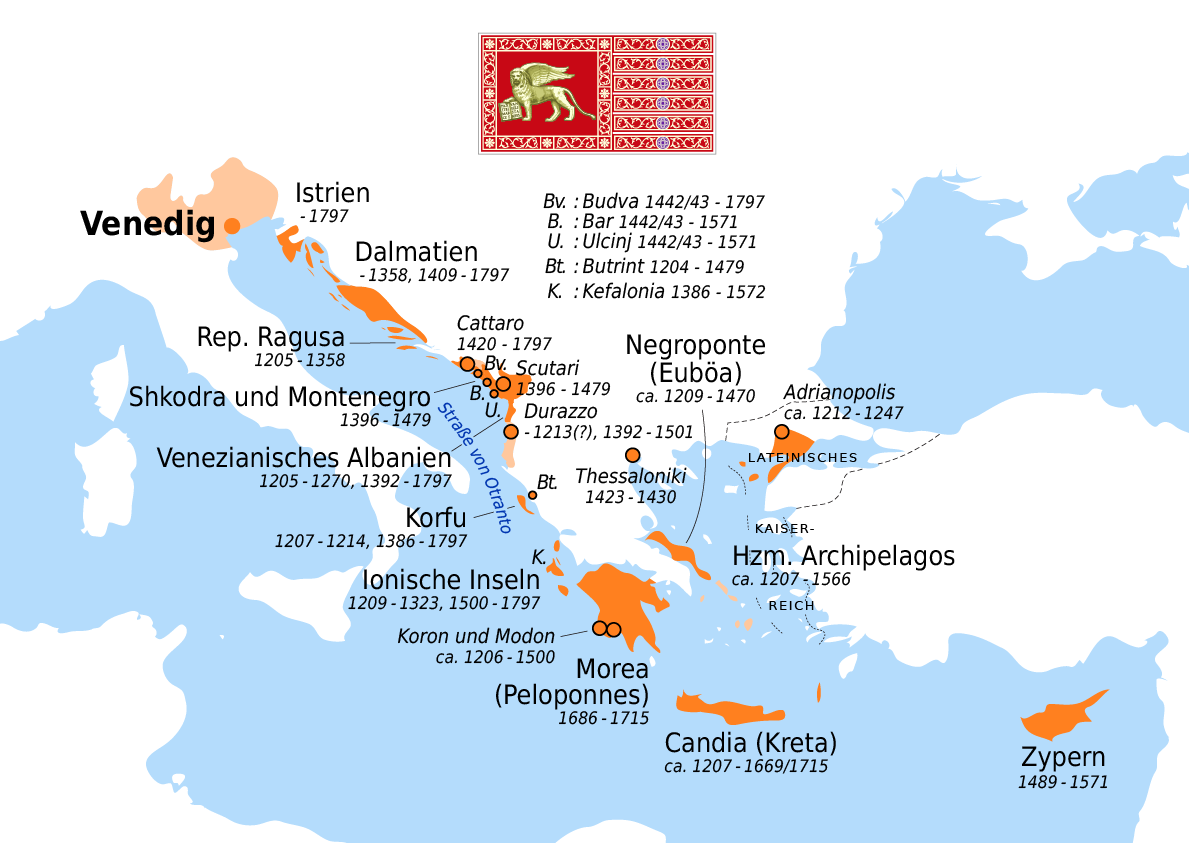
La República de Venècia (taronja) amb els seus territoris als segles xv i xvi
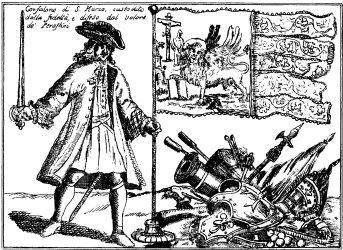
Portaestendard de Perast (1634)
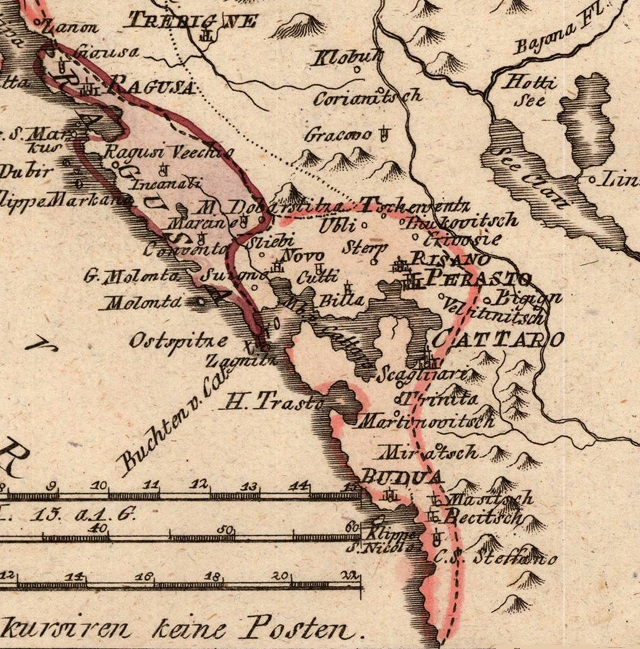
Mapa de la badia de Kotor (1789)

Quan l'Imperi Otomà va començar a conquerir els Balcans al segle xv, va augmentar considerablementa la població de parla romànica de l'Albània veneciana històrica era una minoria, segons Oscar Randi.
Després que la República Francesa conquerís la República Venèciana, la zona de l'Albània veneciana va passar a formar part de l'Imperi Austríac en virtut del Tractat de Campo Formio, i després del Regne napoleònic d'Itàlia en virtut de la Pau de Pressburg, i després de les Províncies Il·líriques franceses en virtut del Tractat de Schönbrunn. El 1814 va ser inclosa de nou a l'Imperi Austríac.

## Ciutats principal
- Cattaro. Quatre segles de dominació veneciana van donar a la ciutat l'arquitectura típica veneciana, que va contribuir a convertir Kotor en Patrimoni de la Humanitat per la UNESCO.[7]

- Perast. Antigament part de l'Albània veneciana, va arribar al seu punt màxim al segle xviii, quan tenia fins a quatre drassanes actives, una flota permanent d'uns cent vaixells i 1.643 residents. En aquell moment es van construir diversos edificis arquitectònicament significatius en aquesta ciutat fortificada. A la ciutat de Perast van ser decorats molts palaus i cases amb estil Barroc, construïts en estil venecià. Els ciutadans de Perast (la població era d'uns 1.600 habitants en aquell moment) gaudien de privilegis de la República veneciana. Se'ls permetia comerciar amb grans vaixells i vendre mercaderies sense impostos al mercat venecià, cosa que va generar uns ingressos considerables per a la ciutat.

- Budva. Els venecians van governar la ciutat durant gairebé 400 anys, del 1420 al 1797. Budva, anomenada «Budua» en aquells segles, formava part de la regió de la República Venèciana d'Albània Veneta i estava fortificada per poderoses muralles venecianes contra les conquestes otomanes. Segons l'historiador Luigi Paulucci al seu llibre Le Bocche di Cattaro nel 1810 (La badia de Kotor el 1810), la major part de la població parlava la llengua veneciana fins a principis del segle xix. Un dels llibretistes i compositors de teatre més reconeguts, Cristoforo Ivanovich, va néixer a la Budua veneciana.

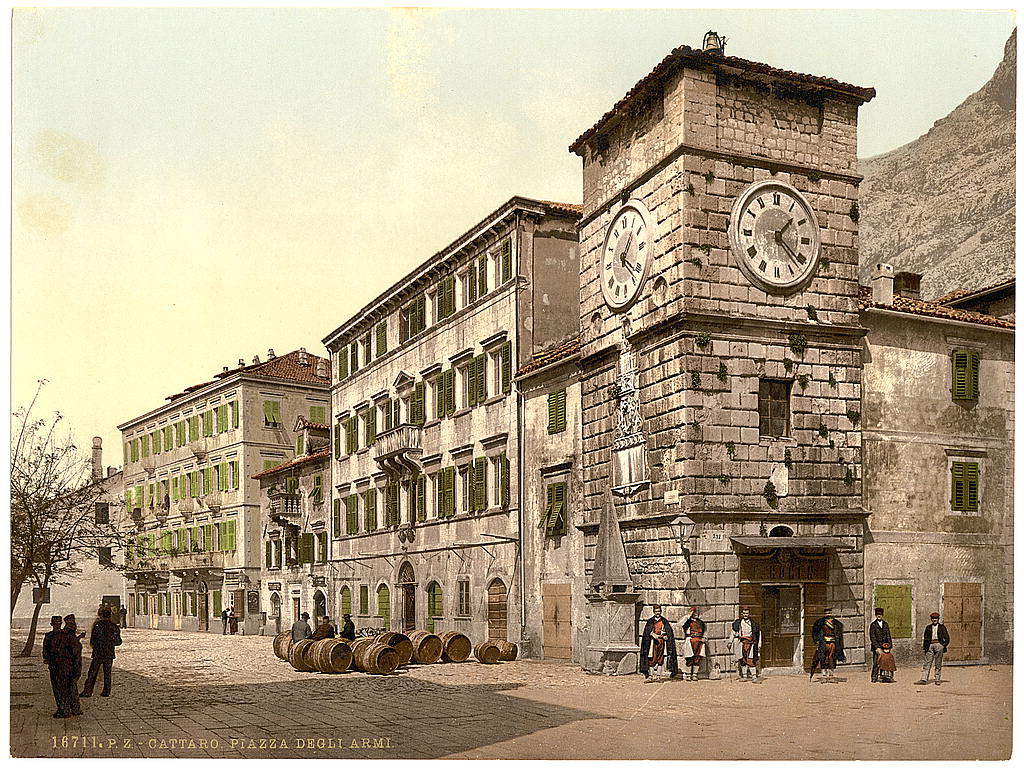
Postal de l'antiga Cattaro, que mostra edificis d'arquitectura típica veneciana i la «Torre del Rellotge»
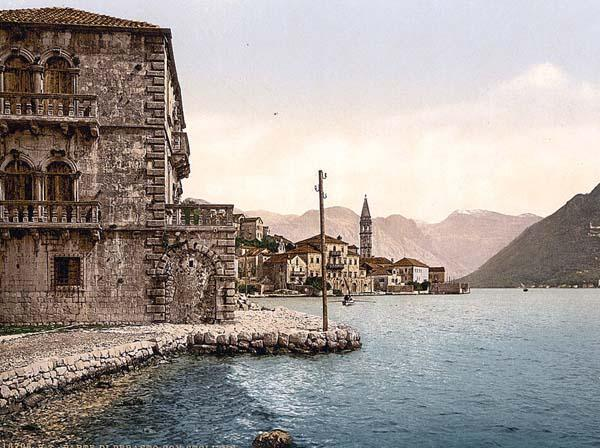
Perast, postal de 1900
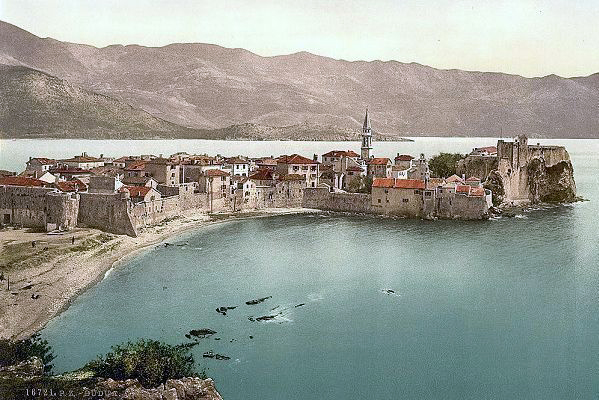
Budva, postal de 1900

## Població

Albània veneciana en porpra

Segons l'historiador dàlmata Luigi Paulucci (al seu llibre Le Bocche di Cattaro nel 1810), la població de l'Albània veneciana, durant els segles de la República de Venècia, era principalment de parla veneciana (aproximadament el 66%) a les zones urbanes (Cattaro, Perasto, Budua, etc.) al voltant de les Bocche di Cattaro (badia de Kotor).
Però a les zones interiors, més de la meitat de la població era de parla serbocroata durant els primers anys del segle xviii. Paulucci va escriure que prop de la frontera amb Albània hi havia grans comunitats de persones de parla albanesa: Ulcinj era meitat albanesa, una quarta part veneciana i una quarta part eslava.
Després de la desaparició de l'Albània veneciana, durant el segle xix (segons l'historiador Marzio Scaglioni), les guerres d'independència d'alguns territoris italians de l'Imperi Austrohongarès van crear una situació d'assetjament contra les comunitats italianes (o de parla veneciana) a la Dalmàcia meridional governada per Àustria. El resultat va ser que el 1880 a Cattaro hi havia, segons el cens austríac, només 930 italians ètnics (o el 32% d'una població total de 2910 persones). Trenta anys més tard, al cens austríac de 1910, els italians es van reduir a només el 13,6% de la població d'aquella ciutat. Avui hi ha uns 500 parlants d'italià a Montenegro, principalment a la zona de Cattaro (Kotor), que constitueixen la Comunitá Nazionale Italiana del Montenegro (Comunitat Nacional Italiana de Montenegro).

## Persones destacades
Moltes persones notables van néixer a la badia de Kotor durant el domini venecià.
 Art i literatura 
- Giovanni Bona de Boliris, poeta humanista i escriptor
- Cristoforo Ivanovich, llibretista i historiador de l'òpera
- Ludovico Pasquali, escriptor
- Tomo Medin, aventurer i escriptor
- Stefano Zannowich, aventurer i escriptor
- Andrija Paltašić, pintor
- Božidar Vuković, pintor
- Tripo Smeća, historiador
- Andrija Zmajević, poeta barroc
- Vićenco Vuković, pintor
- Jerolim Zagurović, pintor
- Stefan Marinović, pintor
- Tripo Kokolja, pintor
- Dimitrije Daskal, pintor
- Lovro Dobričević, pintor

 Noblesa i personal militar 
- Julije Balović, oficial militar, capità, jutge i col·leccionista de poesia èpica
- Vicko Bujović, comandant militar
- Giuseppe Viscovich, Comte i darrer capità venecià que es va rendir el 1797
- Krsto Zmajević, capità mercant
- Matija Zmajević, aventurer i almirall de la Flota Bàltica sota el tsar Pere el Gran de Imperi Rus
- Mariano Bolizza, noble

 Clergat 
- Georgius Pelino, abat i diplomàtic
- Lodovico Chieregati, Arquebisbe d'Antivari
- Toma Ursini, Arquebisbe d'Antivari i primat de Sèrbia
- Vicko Zmajević, Arquebisbe d'Antivari i primat de Sèrbia
- Ivan Paskvali, missioner catòlic
- Mojsije Dečanac, impressor de litúrgia i hierodiaca ortodox
- Paolo Bisanti, Bisbe de Cattaro i vicari del Patriarcat d'Aquileia